# Rashard Mendenhall
Rashard Jamal Mendenhall (Født 19. juni 1987) er en tidligere amerikansk amerikansk fodboldspiller, der spillede runningback i NFL for henholdsvis Pittsburgh Steelers og Arizona Cardinals. Han blev valgt som den 23. spiller i 2008 NFL-draften.

## Klubber
- 2008-2012: Pittsburgh Steelers
- 2013: Arizona Cardinals